# Lijst van voetbalinterlands Honduras - Jamaica
Deze lijst van voetbalinterlands is een overzicht van alle officiële voetbalwedstrijden tussen de nationale teams van Honduras en Jamaica. De landen speelden tot op heden 28 keer tegen elkaar. De eerste ontmoeting, een wedstrijd tijdens de Centraal-Amerikaanse en Caraïbische Spelen 1930, werd gespeeld in Havanna (Cuba) op 18 maart 1930. Het laatste duel, een groepswedstrijd tijdens de CONCACAF Nations League 2024/25, werd gespeeld op 14 oktober 2024 in Kingston.

## Wedstrijden
| №  | Plaats         | Datum             | Competitie                        | Wedstrijd          | Uitslag |
| -- | -------------- | ----------------- | --------------------------------- | ------------------ | ------- |
| 1  | Havanna        | 18 maart 1930     | Centr.-Am. en Caraïb. Spelen 1930 | Honduras − Jamaica | 5 − 1   |
| 2  | Tegucigalpa    | 5 december 1968   | WK 1970 kwalificatie              | Honduras – Jamaica | 3 – 1   |
| 3  | Tegucigalpa    | 8 december 1968   | WK 1970 kwalificatie              | Jamaica – Honduras | 0 – 2   |
| 4  | Los Angeles    | 30 juni 1991      | CONCACAF Gold Cup 1991            | Honduras – Jamaica | 5 – 0   |
| 5  | Dallas         | 14 juli 1993      | CONCACAF Gold Cup 1993            | Honduras – Jamaica | 1 – 3   |
| 6  | Kingston       | 18 oktober 1995   | Vriendschappelijk                 | Jamaica – Honduras | 1 – 0   |
| 7  | Kingston       | 15 september 1996 | WK 1998 kwalificatie              | Jamaica – Honduras | 3 – 0   |
| 8  | San Pedro Sula | 26 oktober 1996   | WK 1998 kwalificatie              | Honduras – Jamaica | 0 – 0   |
| 9  | Miami          | 14 februari 2000  | CONCACAF Gold Cup 2000            | Jamaica – Honduras | 0 – 2   |
| 10 | Kingston       | 23 juli 2000      | WK 2002 kwalificatie              | Jamaica – Honduras | 3 – 1   |
| 11 | Tegucigalpa    | 8 oktober 2000    | WK 2002 kwalificatie              | Honduras – Jamaica | 1 – 0   |
| 12 | Kingston       | 25 april 2001     | WK 2002 kwalificatie              | Jamaica – Honduras | 1 – 1   |
| 13 | Tegucigalpa    | 5 september 2001  | WK 2002 kwalificatie              | Honduras – Jamaica | 1 – 0   |
| 14 | Kingston       | 31 maart 2004     | Vriendschappelijk                 | Jamaica – Honduras | 2 – 2   |
| 15 | Atlanta        | 4 juni 2005       | Vriendschappelijk                 | Jamaica – Honduras | 0 – 0   |
| 16 | San Pedro Sula | 10 september 2008 | WK 2010 kwalificatie              | Honduras – Jamaica | 2 – 0   |
| 17 | Kingston       | 15 oktober 2008   | WK 2010 kwalificatie              | Jamaica – Honduras | 1 – 0   |
| 18 | Harrison       | 13 juni 2011      | CONCACAF Gold Cup 2011            | Honduras – Jamaica | 0 – 1   |
| 19 | La Ceiba       | 11 oktober 2011   | Vriendschappelijk                 | Honduras – Jamaica | 2 – 1   |
| 20 | Tegucigalpa    | 11 juni 2013      | WK 2014 kwalificatie              | Honduras − Jamaica | 2 − 0   |
| 21 | Kingston       | 16 oktober 2013   | WK 2014 kwalificatie              | Jamaica − Honduras | 2 − 2   |
| 22 | Houston        | 16 februari 2017  | Vriendschappelijk                 | Honduras − Jamaica | 0 − 1   |
| 23 | Kingston       | 17 juni 2019      | CONCACAF Gold Cup 2019            | Jamaica − Honduras | 3 − 2   |
| 24 | San Pedro Sula | 13 oktober 2021   | WK 2022 kwalificatie              | Honduras − Jamaica | 0 − 2   |
| 25 | Kingston       | 30 maart 2022     | WK 2022 kwalificatie              | Jamaica − Honduras | 2 − 1   |
| 26 | Kingston       | 8 september 2023  | CONCACAF Nations League 2023/24   | Jamaica − Honduras | 1 − 0   |
| 27 | Tegucigalpa    | 10 september 2024 | CONCACAF Nations League 2024/25   | Honduras − Jamaica | 1 − 2   |
| 28 | Kingston       | 14 oktober 2024   | CONCACAF Nations League 2024/25   | Jamaica − Honduras | 0 − 0   |

## Samenvatting
| Competitie                   | Totaal gespeeld | Winst Honduras | Gelijk | Winst Jamaica | Doelsaldo Honduras – Jamaica |
| ---------------------------- | --------------- | -------------- | ------ | ------------- | ---------------------------- |
| WK-kwalificatie              | 14              | 6              | 3      | 5             | 16 − 15                      |
| CONCACAF Gold Cup            | 5               | 2              | 0      | 3             | 11 − 6                       |
| CONCACAF Nations League      | 3               | 0              | 1      | 2             | 1 − 3                        |
| Centr.-Am. en Caraïb. Spelen | 1               | 1              | 0      | 0             | 5 − 1                        |
| Vriendschappelijk            | 5               | 1              | 2      | 2             | 4 − 5                        |
| Totaal                       | 28              | 10             | 6      | 12            | 37 − 30                      |

## Details

### Vijfde ontmoeting
| CONCACAF Gold Cup 1993 (Dallas, Verenigde Staten, 14 juli 1993): |       |                            |
| Jamaica                                                          | 3 – 1 | Honduras                   |
| Devon Jarrett 28' Paul Davis 48' Walter Boyd 78'                 | goals | 18' (pen.) Eduardo Bennett |

### Achttiende ontmoeting
| CONCACAF Gold Cup 2011 (Harrison, Verenigde Staten, 13 juni 2011): |       |                  |
| Honduras                                                           | 0 – 1 | Jamaica          |
|                                                                    | goals | 36' Ryan Johnson |

### Negentiende ontmoeting
| Vriendschappelijk (La Ceiba, Honduras, 11 oktober 2011): |       |                    |
| Honduras                                                 | 0 – 1 | Jamaica            |
| Jerry Bengtson 1' Mario Martínez 54'                     | goals | 45' Demar Phillips |

### 21ste ontmoeting
| WK 2014 kwalificatie (Kingston, Jamaica, 16 oktober 2013): |              | |
| Jamaica | 2 – 2        | Honduras |
| JeVaughn Watson 3' Rodolph Austin 58' | goals        | 1' Carlos Costly 33' Maynor Figueroa |
| Winfried Schäfer | bondscoach   | Luis Fernando Suárez |
| Duwayne Kerr Lloyd Doyley 59' Wes Morgan Adrian Mariappa Demar Phillips Jobi McAnuff Rodolph Austin JeVaughn Watson Darren Mattocks 62' Deshorn Brown 77' Jermaine Anderson                         | opstellingen | Noel Valladares Brayan Beckeles Maynor Figueroa Víctor Bernárdez Emilio Izaguirre Óscar García 63' Andy Najar 89' Roger Espinoza Luis Garrido Jorge Claros 85' Carlo Costly                           |
| Alvas Powell 59' Theo Robinson 62' Ryan Johnson 77' Gariece McPherson Richard McCallum Daniel Gordon Kemar Lawrence Jermaine Taylor Shaun Cummings Jermaine Johnson Marvin Elliott Romario Campbell | wissels      | 63' Wilson Palacios 85' Jerry Bengtson 89' Arnold Peralta Kevin Hernández Donis Escober Juan Pablo Montes Juan Carlos García Johnny Leverón Marvin Chávez Edgar Álvarez Anthony Lozano Jerry Palacios |
| Rodolph Austin 31' Demar Phillips 36' JeVaughn Watson 85' | gele kaarten | 26' Brayan Beckeles 90' Noel Valladares |

### 22ste ontmoeting
| Vriendschappelijk (Houston, Verenigde Staten, 16 februari 2017): |       |                 |
| Honduras                                                         | 0 – 1 | Jamaica         |
|                                                                  | goals | 72' Damion Lowe |

Hondurese voetbalbond · A-internationals · Selecties · Bondscoaches · Hondurees vrouwenelftal · Olympisch elftal · Honduras U21 · Honduras U19 · Honduras U17
1920 – 1959 ·
1960 – 1969 ·
1970 – 1979 ·
1980 – 1989 ·
1990 – 1999 ·
2000 – 2009 ·
2010 – 2019 ·
2020 − 2029
CGC 2021
CA 2001
WK 1982 · 
WK 2010 · 
WK 2014
OS 2000 · 
OS 2008 · 
OS 2012 ·
OS 2016 ·
OS 2020
1921 · 
1922–1929 · 
1930 · 
1931–1934 · 
1935 · 
1936–1945 · 
1946 · 
1947–1949 · 
1950 · 
1951–1952 · 
1953 · 
1954 · 
1955 · 
1956 · 
1957 · 
1958–1959 · 
1960 · 
1961 · 
1962 · 
1963 · 
1964 · 
1965 · 
1966 · 
1967 · 
1968 · 
1969 · 
1970 · 
1971 · 
1972 · 
1973 · 
1974 · 
1975 · 
1976 · 
1977 · 
1978 · 
1979 · 
1980 · 
1981 · 
1982 · 
1983 · 
1984 · 
1985 · 
1986 · 
1987 · 
1988 · 
1989–1990 · 
1991 · 
1992 · 
1993 · 
1994 · 
1995 · 
1996 · 
1997 · 
1998 · 
1999 · 
2000 · 
2001 · 
2002 · 
2003 · 
2004 · 
2005 · 
2006 · 
2007 · 
2008 · 
2009 · 
2010 · 
2011 · 
2012 · 
2013 · 
2014 · 
2015 · 
2016 ·
2017 ·
2018 ·
2019 ·
2020 ·
2021 ·
2022 ·
2023 ·
2024
Argentinië ·
Australië ·
Azerbeidzjan ·
Belize ·
Bermuda ·
Bolivia ·
Brazilië ·
Canada ·
Chili ·
China ·
Colombia ·
Costa Rica ·
Cuba ·
Curaçao ·
Denemarken ·
Ecuador ·
El Salvador ·
Engeland ·
Finland ·
Frankrijk ·
Grenada ·
Griekenland ·
Guatemala ·
Haïti ·
IJsland ·
Israël ·
Jamaica ·
Japan ·
Joegoslavië ·
Letland · 
Mexico ·
Nederlandse Antillen ·
Nicaragua ·
Nieuw-Zeeland ·
Noord-Ierland · 
Noorwegen ·
Panama ·
Paraguay ·
Peru ·
Puerto Rico ·
Qatar ·
Roemenië ·
Saint Vincent en de Grenadines ·
Saoedi-Arabië ·
Servië ·
Slovenië ·
Spanje ·
Suriname ·
Trinidad en Tobago ·
Turkije ·
Uruguay ·
Venezuela ·
Verenigde Arabische Emiraten ·
Verenigde Staten ·
Wit-Rusland ·
Zambia ·
Zuid-Afrika ·
Zuid-Korea ·
Zwitserland
Chili (2010) ·
Ecuador (2014) ·
Frankrijk (2014) ·
Spanje (2010) ·
Zwitserland (2010) · 
Zwitserland (2014)
JFF · A-internationals · Bondscoaches · Selecties · Statistieken · Jamaicaans vrouwenelftal · Olympisch elftal · Jamaica U21 · Jamaica U19 · Jamaica U17
1920 – 1959 · 
1960 – 1969 · 
1970 – 1979 · 
1980 – 1989 · 
1990 – 1999 · 
2000 – 2009 · 
2010 – 2019 · 
2020 – 2029
Gold Cup 1991 · 
Gold Cup 1993 · 
Gold Cup 1998 · 
Gold Cup 2000 · 
Gold Cup 2003 · 
Gold Cup 2005 · 
Gold Cup 2009 · 
Gold Cup 2011 · 
Gold Cup 2015
Copa América 2015
WK 1998
1925 · 
1926 · 
1927–1929 · 
1930 · 
1931 · 
1932 · 
1933–1934 · 
1935 · 
1936 · 
1937 · 
1938 · 
1939–1946 · 
1947 · 
1948 · 
1949 · 
1950 · 
1951 · 
1952 · 
1953 · 
1954–1956 · 
1957 · 
1958 · 
1959 · 
1960 · 
1961 · 
1962 · 
1963 · 
1964 · 
1965 · 
1966 · 
1967 · 
1968 · 
1969 · 
1970 · 
1971 · 
1972 · 
1973 · 
1974 · 
1975 · 
1976 · 
1977 · 
1978 · 
1979 · 
1980 · 
1981 · 
1982 · 
1983 · 
1984 · 
1985 · 
1986 · 
1987 · 
1988 · 
1989 · 
1990 · 
1991 · 
1992 · 
1993 · 
1994 · 
1995 · 
1996 · 
1997 · 
1998 · 
1999 · 
2000 · 
2001 · 
2002 · 
2003 · 
2004 · 
2005 · 
2006 · 
2007 · 
2008 · 
2009 · 
2010 · 
2011 · 
2012 · 
2013 · 
2014 · 
2015 · 
2016 ·
2017 ·
2018 ·
2019 ·
2020 ·
2021 ·
2022 ·
2023 ·
2024
Amerikaanse Maagdeneilanden ·
Antigua en Barbuda ·
Argentinië ·
Aruba ·
Australië ·
Bahama's ·
Barbados ·
Bermuda ·
Bolivia ·
Brazilië ·
Britse Maagdeneilanden ·
Bulgarije ·
Canada ·
Chili ·
China ·
Colombia ·
Costa Rica ·
Cuba ·
Curaçao ·
Dominica ·
Dominicaanse Republiek ·
Ecuador ·
Egypte ·
El Salvador ·
Engeland ·
Frankrijk ·
Ghana ·
Grenada ·
Guatemala ·
Guyana ·
Haïti ·
Honduras ·
Ierland ·
India ·
Indonesië ·
Iran ·
Japan ·
Jordanië ·
Kaaimaneilanden ·
Kameroen ·
Kroatië ·
Maleisië ·
Marokko ·
Mexico ·
Nederlandse Antillen ·
Nicaragua ·
Nieuw-Zeeland ·
Nigeria ·
Noord-Macedonië ·
Noorwegen ·
Panama ·
Paraguay ·
Peru ·
Puerto Rico ·
Qatar ·
Saint Kitts en Nevis ·
Saint Lucia ·
Saint Vincent en de Grenadines ·
Saoedi-Arabië ·
Servië ·
Suriname ·
Trinidad en Tobago ·
Uruguay ·
Venezuela ·
Verenigde Staten ·
Vietnam ·
Wales ·
Zambia ·
Zuid-Afrika ·
Zuid-Korea ·
Zweden ·
Zwitserland